# Idanha-a-Velha
Idanha-a-Velha és un llogarret del municipi d'Idanha-a-Nova, a la província de la Beira Baixa, zona del Centre (Regió de Beiras) i subregió de la Beira Interior Sud, de Portugal, amb 20,78 km² d'àrea i 63 habitants (2011). La densitat de població n'és de 3 hab/km². És un dels llogarets històrics de Portugal. Fou la seu d'un antic municipi eliminat al 1879, data en què s'agregà al municipi d'Idanha-a-Nova.
Fou la seu d'una freguesia extinta el 2013, en una reforma administrativa nacional, i amb Monsanto, forma una nova freguesia denominada Unió de freguesies de Monsanto i Idanha-a-Velha amb seu a Monsanto.
El topònim Idanha-a-Velha podria derivar de la denominació romana "Ciutat dels igeditans" (Civitas Igaeditanorum), terme que esdevindria Igeditânia. El nom Egitânia només apareix en documents del segle vi i en deriven la forma visigòtica Egitânia i l'àrab Idânia.

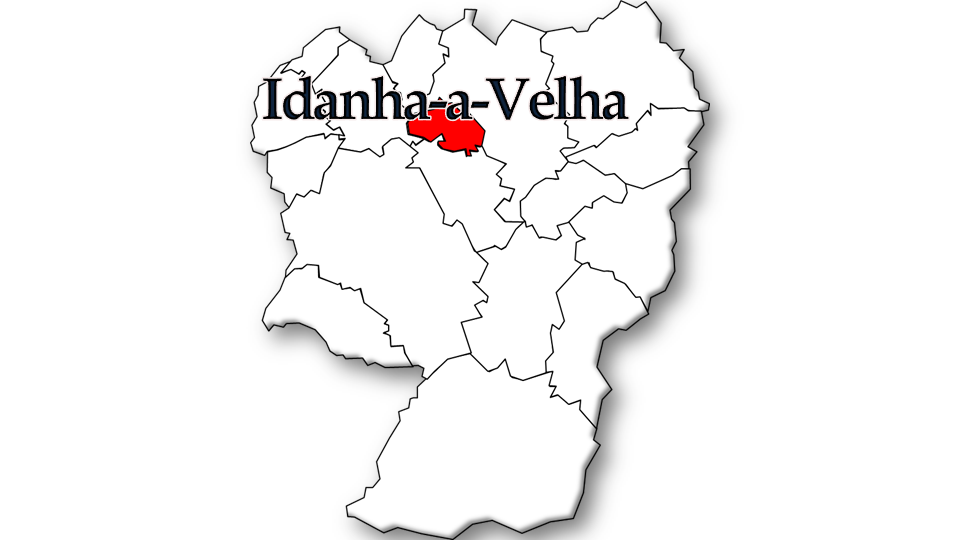
Situació en el municipi d'Idanha-a-Nova

## Població
| Població de la freguesia d'Idanha-a-Velha | Població de la freguesia d'Idanha-a-Velha | Població de la freguesia d'Idanha-a-Velha | Població de la freguesia d'Idanha-a-Velha | Població de la freguesia d'Idanha-a-Velha | Població de la freguesia d'Idanha-a-Velha | Població de la freguesia d'Idanha-a-Velha | Població de la freguesia d'Idanha-a-Velha | Població de la freguesia d'Idanha-a-Velha | Població de la freguesia d'Idanha-a-Velha | Població de la freguesia d'Idanha-a-Velha | Població de la freguesia d'Idanha-a-Velha | Població de la freguesia d'Idanha-a-Velha | Població de la freguesia d'Idanha-a-Velha | Població de la freguesia d'Idanha-a-Velha |
| ----------------------------------------- | ----------------------------------------- | ----------------------------------------- | ----------------------------------------- | ----------------------------------------- | ----------------------------------------- | ----------------------------------------- | ----------------------------------------- | ----------------------------------------- | ----------------------------------------- | ----------------------------------------- | ----------------------------------------- | ----------------------------------------- | ----------------------------------------- | ----------------------------------------- |
| 1864                                      | 1878                                      | 1890                                      | 1900                                      | 1911                                      | 1920                                      | 1930                                      | 1940                                      | 1950                                      | 1960                                      | 1970                                      | 1981                                      | 1991                                      | 2001                                      | 2011                                      |
| 186                                       | 210                                       | 174                                       |                                           |                                           |                                           |                                           | 321                                       | 271                                       | 346                                       | 143                                       | 121                                       | 93                                        | 79                                        | 63                                        |

Els anys de 1900 a 1930 estava annexada a la freguesia d'Alcafozes (decret de 02/05/1879). Pel decret llei núm. 23.324, de 09/12/1933, va ser-ne desannexada, i passà a ser una freguesia autònoma (Font: INE).

## Història
La ciutat fou fundada en el període d'August (segle i) i aquest nucli tenia per a Roma una gran importància entre Guarda i Mèrida. L'ocupació romana d'aquesta zona està ben comprovada per l'observació de les muralles edificades entre els segles III i IV, arran de l'inici de les invasions bàrbares. Es poden identificar els incomptables vestigis d'habitacions i temples romans existents en la població, amb reaprofitament de pedra en les construccions posteriors. Aquesta muralla només tancava una part del que era una magnífica ciutat de l'Alt Imperi. Segon algunes hipòtesis, ací, al 305, hauria nascut el papa Damas I.
Els elements romans més importants foren destruïts en el segle V pels sueus, i en queden vestigis en condicions molt diverses: el pont d'Alcántara, que connectava Mèrida amb Astorga, el Fòrum, el Pòdium de Venus (sobre el qual es construí la Torre dels Templers), i les Termes, al sud del Fòrum. En el concili de Lugo, al 569, va participar també Idanha, encara no dita la Vella. La prosperitat hi vingué amb la conquesta visigoda, durant la qual es construïren la Catedral, el Palau dels Bisbes, el Paço episcopal i el pont de Sâo Dâmaso. El 713, els àrabs prengueren la ciutat i la van destruir. Conquerida pel rei Alfons III d'Astúries, la tornaren a guanyar els àrabs, i fou definitivament presa per Sanç I de Portugal.
El 1319 Dionís I la donà a l'Orde de Crist, i els furs se li renovaren a l'època de Manuel I. Els monuments més importants en són la creu de terme, l'església matricial, les capelles de São Dâmaso, São Sebastião i de l'Esperit Sant.

## Patrimoni arquitectònic

### Civil
| Imatge | Nom                              |
| ------ | -------------------------------- |
|        | Forn Comunitari d'Idanha-a-Velha |
|        | Premsa de vi de Varas            |
|        | Creu de terme d'Idanha-a-Velha   |

### Militar
| Imatge | Nom                             |
| ------ | ------------------------------- |
|        | Torre dels Templers             |
|        | Muralla romana d'Idanha-a-Velha |

### Religiós
- Església de Santa Maria (antiga Catedral d'Egitânia)
- Capella de S. Sebastião
- Conjunt arquitectònic i arqueològic d'Idanha-a-Velha (inclou la denominada Catedral d'Idanha-a-Vella
- Vell pont de l'Est, sobre el Ponsul
- Creu de terme d'Idanha-a-Velha